# The Levitation Hex
The Levitation Hex ist eine australische Progressive-Metal-Band aus Canberra, die 2010 gegründet wurde.

## Geschichte
Die Band wurde im März 2010 von dem Gitarristen und Sänger Adam Agius (Ex-Alchemist) und dem Bassisten und Sänger Mark Palfreyman (Alarum) gegründet. 2011 begannen die Aufnahmen zum Debütalbum, wobei die Besetzung durch den Gitarristen Scott Young, ebenfalls bei Alarum tätig, und den Schlagzeuger Ben Hocking (Ex-Aeon of Horus) vervollständigt wurde. Das selbstbetitelte Album wurde daraufhin im Folgejahr veröffentlicht. Nach Auftritten in Australien, ging es im Oktober 2012 auf eine Europatournee, die einen Auftritt auf dem ProgPower Europe einschloss. Im Anschluss unterzeichnete die Gruppe einen Plattenvertrag bei dem deutschen Label High Roller Records. 2013 begannen die Arbeiten zum zweiten Album namens Cohesion. Die Veröffentlichung fand im Jahr 2016 statt.

## Stil
Laut der Biografie auf levitationhex.net wurde die Band durch Space Rock, Psychedelic Rock, Progressive Rock der 1970er Jahre sowie Old-School-Thrash- und Death-Metal beeinflusst. Im Interview mit Andreas Schiffmann vom Rock Hard gab Adam Aguis an, dass die Texte des zweiten Albums positiver als noch auf dem ersten sind. Er versuche die Texte möglich spirituell auszurichten. In den Songs komme unter anderem auch ein Mellotron zum Einsatz. In der Ausgabe zuvor hatte Schiffmann Cohesion rezensiert. Das Debütalbum sei „eine wirkungsvolle Ersatzdroge“ zu Alchemist gewesen. Der exzentrische Stil und der wenig abwechslungsreiche Gesang auf Cohesion rufe Erinnerungen zu Voivod wach. Ebenfalls wie diese Band verarbeite The Levitation Hex auch Einflüsse aus Punk, Thrash Metal und Psychedelic Rock. Allerdings sei der Klang bedrohlicher und dichter, während die Texte auch negativer ausgerichtet seien. Das zweite Album sei weniger sperrig als der Vorgänger. Marcel Rudoletzky vom Metal Hammer ordnete die Band in seiner Rezension zum selbstbetitelten Album dem Progressive Death Metal zu. Das Album solle simpler und „schwergewichtiger“ sein als das Material von Alchemist. Der Begriff Progressive Death Metal sei auf die Gruppe allerdings nur begrenzt anwendbar, da viele weitere Einflüsse zu erkennen seien, wie etwa von Red Harvest, Industrial-Einflüsse von Bands wie Killing Joke, Sludge-Einflüsse im Stil von Kylesa sowie Tiamat-Einflüsse aus A-Deeper-Kind-of-Slumber-Zeiten.

## Diskografie
- 2012: The Levitation Hex (Album, Eigenveröffentlichung)
- 2016: Cohesion (Album, High Roller Records)